# Pollyanna (anime)
Pollyanna (jap. 愛少女ポリアンナ物語 Ai Shōjo Porianna Monogatari) – japoński serial anime wyprodukowany w 1986 roku przez Nippon Animation. Dwunasty pod względem chronologii serial należący do cyklu World Masterpiece Theater. Adaptacja powieści Eleanory H. Porter Pollyanna i Pollyanna dorasta.

## Opis fabuły
Serial anime opowiada o małej Pollyannie Whittier, która po śmierci rodziców przybywa do Beldingsville, by zamieszkać ze swoją ciotką Polly.

## Obsada
- Mitsuko Horie – Pollyanna
- Masako Nozawa – Polly
- Banjō Ginga – Pendelton
- Rihoko Yoshida – Della
- Keiko Han – Nancy
- Yumi Takada – Susy
- Kenichi Otaha – Tom
- Toshihiko Seki – Młody John
- Masako Ikeda – Pani Kaliu
- Shinobu Adachi – Mary
- Naoko Watanabe –
  - Jenny,
  - Matka Pollyanny
- Eiko Yamada – Jimmy
- Taeko Nakanishi – Narrator
- Hideyuki Hori – Timothy
- Hideyuki Tanaka – Tilton